# Musée Édith Piaf

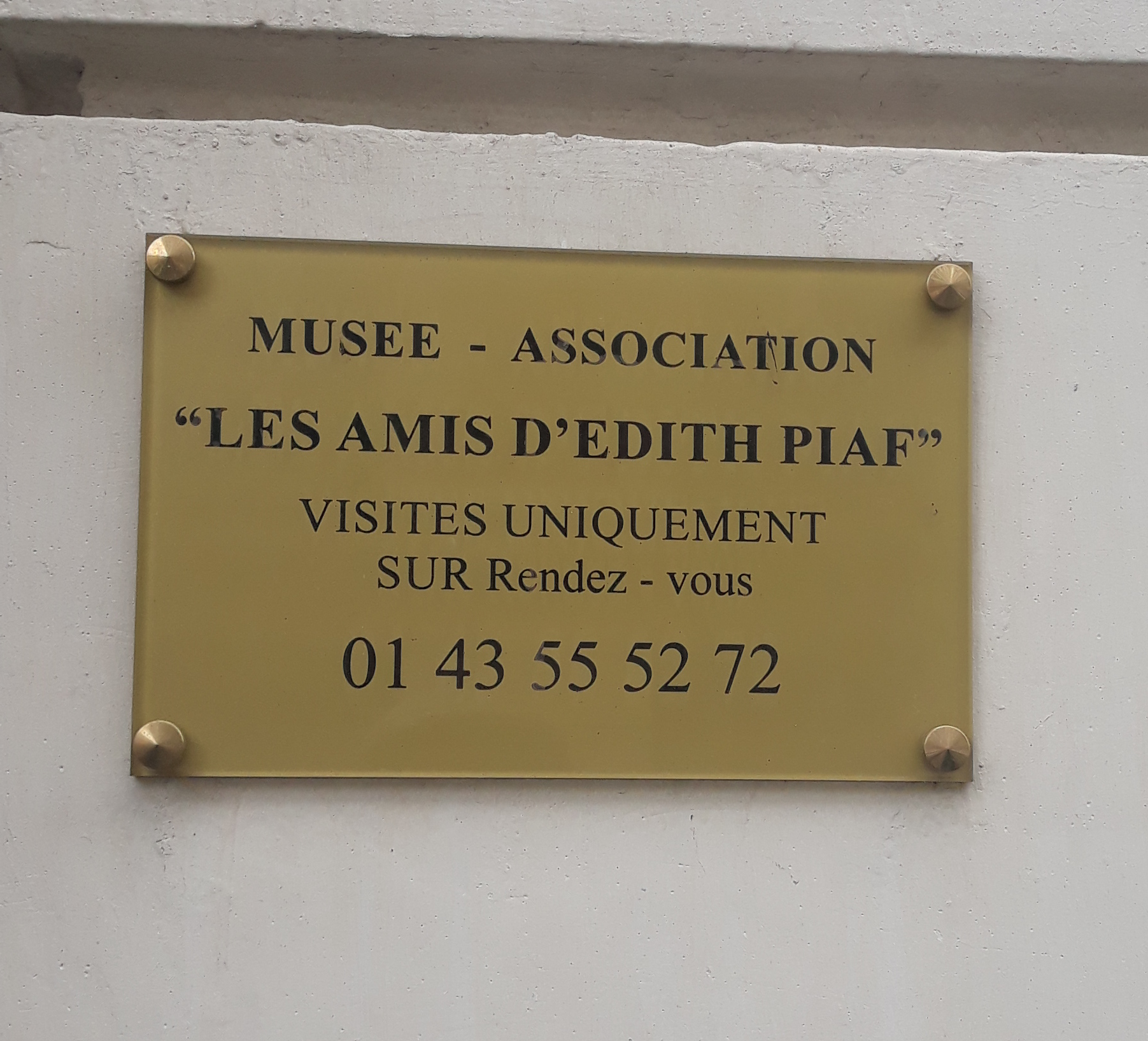

Musée Édith Piaf (svenska: Édith Piaf-museet) är ett privat museum över sångerskan Édith Piaf. Museet ligger i 11:e arrondissementet på Rue Crespin du Gast nr 5 i Paris i Frankrike. Det är öppet enbart vid förhandsbeställning och entrén är fri.
Museet skapades av Bernard Marchois, författare till två Piaf-biografier, och består av två rum i en privat lägenhet. Det innehåller minnesföremål i form av hennes porslinssamling, guld- och platinaskivor, kläder och skor, fotografier, beundrarpost, noter, affischer och skivor.